# Rossignol (Gaume)
Pour les articles homonymes, voir Rossignol (homonymie).
Rossignol (en gaumais : Loch'nó) est un village de la commune belge de Tintigny situé en Région wallonne dans la province de Luxembourg. C'était une commune à part entière avant la fusion des communes de 1977.
Le village se trouve en Gaume, à 5 kilomètres de Tintigny, sur la route de Neufchâteau.

## Démographie
- Source : INS recensements population.

## Histoire

### Antiquité
La chaussée romaine de Reims à Trèves traverse la Gaume d'est en ouest et se trouve à 6 km au sud de Rossignol. Une borne miliaire retrouvée dans la région atteste de sa présence (et probablement de sa "construction", bien qu'il s'agisse souvent d'ancien chemins mis à niveaux et en cohérence) au premier siècle avant notre ère. Des vestiges retrouvés fortuitement au nord de Breuvanne laissent penser qu'un chemin devait relier cette chaussée (au niveau de Bellefontaine) et Rossignol, bien qu'aucun vestige ne soit attesté dans le village même.

### Moyen Age
C'est à l'initiative d'Arnould Ier, le puissant comte de Chiny - vassal du comte de Bar, qu'une première bâtisse castrale aurait été érigée à la fin du XIe siècle (quelques années après qu'il eut également fondé Orval) à l'emplacement du porche du parc actuel, avec comme dépendances un moulin et un four banal. Rossignol devient seigneurie (prévôté) un siècle plus tard, probablement pour récompenser un sujet méritant et fidèle du comte de Chiny.
Au XIVe siècle, la lignée des Chiny - entretemps jointe à celle de Looz (située dans l'ancien Limbourg médiéval) s'éteint, donnat lieu à une période incertaine durant laquelle le comté revient d'abord à un neveu : Thierry de Heinsberg, puis sous la pression de l'Evêque de Liège à un autre parent : Arnoul de Rumigny qui ne parvient pas à y exercer ses droit et est forcé de le céder rapidement au duc de Luxembourg, le rattachant exclusivement et directement au Saint-Empire romain germanique. 
A partir de la fin du XVe siècle, Le duché de Luxembourg est allié de la Bourgogne (espagnole) au sein de l'empire et est en conflit régulier avec le Duché de Lorraine voisin. Les exactions menées donnent lieu à des représailles dans le comté, notamment au siège de Chiny en 1498. Au crépuscule du XVIe siècle, la France attaque à nouveau le Barrois et le (premier) château de Rossignol est rasé. 

### Les temps modernes
Un nouveau et actuel château est construit en 1609 par Claude de Laittres, dont la famille jouira jusqu'à son extinction à la fin du XIXe siècle, il passera alors par héritage indirect aux comtesses Van der Straeten-Ponthoz qui restèrent également sans descendance.
Le territoire reste malmené par les tensions politiques entre la France et les Pays-Bas Espagnols jusqu'à la fin du XVIIe siècle

### De la révolution Française à la naissance de la Belgique
Le duché de Luxembourg est annexé à la première république française dès 1795 et Rossignol y fait partie du canton de Neufchâteau au sein du département des Forêts. 
En 1815, après la défaite de Napoléon et le congrès de Vienne, le duché il devient grand-duché sous la tutelle personnelle de Guillaume d'Orange. 
Suite à l'indépendance de la Belgique en 1830 et à la signature du traité des XXIV articles en 1839, la Province de Luxembourg intègre alors le jeune État Belge.
Le village, très rural, vit ces événements avec une certaine distance.

### Première Guerre mondiale
Le 22 août 1914, dans le cadre de la bataille des frontières, première confrontation entre les armées françaises et allemandes de la Première Guerre mondiale, le village fut le théâtre de violents combats, qui virent la mort de 7 000 soldats français et de 800 à 1 000 soldats allemands. Au total, la bataille des frontières fit plus de vingt-sept mille morts en deux semaines, français et allemands réunis; par comparaison, le nombre des soldats américains tombés au Vietnam entre 1959 et 1975 était d'environ le double.
Au soir de cette journée, l'écrivain Ernest Psichari, alors sous-lieutenant au 2e régiment d'artillerie, 3e division d'infanterie coloniale, est tué d'une balle qui lui transperce la tête, dans les ruines de Rossignol ou l'armée française s'était réfugiée et fut encerclée. Il y est enterré.
Le 26 août 1914, le village tombe. 122 civils provenant de Rossignol, Breuvanne et Saint-Vincent sont faits prisonniers par les troupes allemandes et emmenés vers Arlon. Ils sont fusillés près du pont de Schoppach à Arlon sur ordre du général allemand Richard Karl von Tessmar (en) au motif qu'ils auraient été des francs-tireurs. Leurs dépouilles sont initialement enterrées à Arlon mais ont été rapatriées à Rossignol les 18 et 19 juillet 1920. Le 1 juin 1925, un monument - dit caveau des fusillés - leur est dédié . 
Le château, où vivent les comtesses Van der Straeten-Ponthoz, fut mis à disposition de la Croix-Rouge lors des événements d'août 1914. Ce que l'on appelait alors une ambulance (un hôpital provisoire à proximité des combats) deviendra une prison après la prise du village.
La commune est l'une des 8 entités belges, martyres de ce conflit, décorées de la croix de guerre 1914-1918 le 21 août  1927 par le général français Henri Joseph Eugène Gouraud.
Outre ceux déjà évoqués, divers lieux de mémoire relatifs à ces événements émaillent le village : deux cimetières militaires français, le monument en mémoire de la 3e division d'infanterie coloniale et la Piéta du "camp de la misère" (le lieu où furent rassemblés les fusillés avant d'être conduits à Arlon).

### Développement économique et culturel
Commune rurale, Rossignol voit arriver assez tardivement le progrès industriel en 1911 sous la forme d'une ligne de tramway vicinale reliant Marbehan à Florenville et Sainte-Cécile, ce qui met le village à 20 minutes de la gare de Marbehan et à près d'une heure de celle de Florenville. Peu rentable, elle cessera de circuler dès 1938.
Les comtesses Van der Straeten-Ponthoz cèdent le château dans les années 1960. Il deviendra un centre de formation de la Communauté française de Belgique, équipé pour l'hébergement de groupes et doté d'une infrastructure scénique, tandis que le "Centre d'Animation Globale du Luxembourg" (CAGL), organisme d'éducation permanente, y est également hébergé jusqu'en 2008. 
Parallèlement, les communes de Tintigny, Etalle et Meix-devant-Virton unissent leur énergie au sein du Centre Culturel de Rossignol-Tintigny (CCRT) implanté à proximité du château depuis 1998.
La Communauté Française ayant progressivement réduit ses activités dans le château, la commune de Tintigny y accueille désormais les bureaux du Parc naturel de Gaume ainsi qu'un tiers-lieu.

## Patrimoine et culture

### Patrimoine architectural et sites
- L’église Saint-Nicolas[12];
- Deux cimetières militaires : le cimetière de l'Orée de la Forêt (nl) et le cimetière du Plateau (nl);
- Le château de Rossignol et son parc.

### Culture
Le Centre culturel de Rossignol-Tintigny est un lieu important pour la vie associative et culturelle locale. Il propose toute l'année des spectacles (théâtre, humour, musiques variées), des expositions (peinture, photo, sculpture, etc.), des ateliers (théâtre, terre, vannerie sauvage, guitare, etc.) et toute une série d'activités (salon du jouet durable, chasse au œufs culturelle à Pâques, conférences, etc.). Il travaille en partenariat avec de nombreuses troupes et associations locales dans tous les domaines.
Rossignol est le siège de l'ASBL Histoire collective qui cherche à retracer l’histoire populaire de la province de Luxembourg.
Rossignol est également le lieu où se déroule chaque été le Gaume Jazz Festival.
Rossignol à accueilli de la fin des années 1970 à 2006 le Centre d'Animation Globale du Luxembourg (CAGL), une structure d'éducation permanente ayant donné naissance à la coopérative Solidairement / Réseau paysan.